# Ol'ga Egorova
Ol'ga Nikolaevna Egorova (in russo Ольга Николаевна Егорова?; Novocheboksarsk, 28 marzo 1972) è un'ex mezzofondista russa, fino al 1991 sovietica, campionessa mondiale dei 1500 metri piani a Edmonton 2001.

## Record nazionali

### Seniores
- 5.000 metri piani indoor: 15'10"63 ( Dortmund, 30 gennaio 2000)

## Palmarès
| Anno                                     | Manifestazione    | Sede      | Evento      | Risultato | Prestazione | Note             |
| ---------------------------------------- | ----------------- | --------- | ----------- | --------- | ----------- | ---------------- |
| In rappresentanza dell' Unione Sovietica |                   |           |             |           |             |                  |
| 1989                                     | Europei juniores  | Varaždin  | 1.500 metri | Bronzo    | 4'14"76     |                  |
| 1990                                     | Mondiali juniores | Plovdiv   | 1.500 metri | 9ª        | 4'19"90     |                  |
| 1991                                     | Europei juniores  | Salonicco | 1.500 metri | Bronzo    | 4'17"09     |                  |
| In rappresentanza della Russia           |                   |           |             |           |             |                  |
| 1997                                     | Mondiali indoor   | Parigi    | 3.000 metri | 6ª        | 8'52"99     |                  |
| 1998                                     | Europei indoor    | Valencia  | 3.000 metri | 8ª        | 9'05"74     |                  |
| 1999                                     | Mondiali indoor   | Maebashi  | 3.000 metri | 6ª        | 8'49"34     |                  |
| 1999                                     | Mondiali          | Siviglia  | 5.000 metri | Batteria  | 15'53"63    |                  |
| 2000                                     | Europei indoor    | Gand      | 3.000 metri | 6ª        | 8'49"18     |                  |
| 2000                                     | Giochi olimpici   | Sydney    | 5.000 metri | 8ª        | 14'50"31    |                  |
| 2001                                     | Mondiali indoor   | Lisbona   | 3.000 metri | Oro       | 8'37"48     | Record nazionale |
| 2001                                     | Mondiali          | Edmonton  | 5.000 metri | Oro       | 15'03"39    |                  |
| 2002                                     | Europei           | Monaco    | 5.000 metri | 4ª        | 15'16"65    |                  |
| 2003                                     | Mondiali          | Parigi    | 5.000 metri | Batteria  | 15'12"41    |                  |
| 2004                                     | Giochi olimpici   | Atene     | 1.500 metri | 11ª       | 4'05"65     |                  |
| 2005                                     | Mondiali          | Helsinki  | 1.500 metri | Argento   | 4'01"46     |                  |

## Altre competizioni internazionali
1998
- Coppa Europa di atletica leggera ( San Pietroburgo)
- 5ª in Coppa del mondo ( Johannesburg), 3.000 metri - 9'16"72

1999
- Coppa Europa di atletica leggera ( Parigi)

2001
- Coppa Europa di atletica leggera ( Brema)
- Bronzo alle IAAF Grand Prix Final ( Melbourne), 3.000 metri - 9'31"82

2002
- Coppa Europa di atletica leggera ( Annecy)
- Oro in Coppa del mondo ( Madrid), 5.000 metri - 15'18"15

2003
- Coppa Europa di atletica leggera ( Firenze)
- Oro in Coppa Europa ( Firenze), 3.000 metri - 8'55"73

2004
- 6ª alle IAAF World Athletics Final ( Monaco), 1.500 metri - 4'06"31

2005
- 9ª alle IAAF World Athletics Final ( Monaco), 1.500 metri - 4'07"71

2006
- 12ª alle IAAF World Athletics Final ( Stoccarda), 1.500 metri - 4'18"08